# Gyobrag (sockenhuvudort i Kina, Qinghai Sheng, lat 32,57, long 96,16)
Gyobrag (kinesiska: 觉拉, 觉拉乡, 宁滩永) är en sockenhuvudort i Kina. Den ligger i provinsen Qinghai, i den nordvästra delen av landet, omkring 680 kilometer sydväst om provinshuvudstaden Xining. Antalet invånare är 5 676. Befolkningen består av 2 818 kvinnor och 2 858 män. Barn under 15 år utgör 37 %, vuxna 15-64 år 55 %, och äldre över 65 år 6,0 %.
Runt Gyobrag är det mycket glesbefolkat, med 4 invånare per kvadratkilometer. Det finns inga andra samhällen i närheten. Trakten runt Gyobrag består i huvudsak av gräsmarker.
Genomsnittlig årsnederbörd är 742 millimeter. Den regnigaste månaden är juli, med i genomsnitt 175 mm nederbörd, och den torraste är november, med 3 mm nederbörd.